# 赤ちゃん騒動
赤ちゃん騒動(A Mouse Divided)は、ワーナー・ブラザースで製作されたメリー・メロディーズの短編作品。
1953年1月31日公開。

## あらすじ
酔いどれのコウノトリが赤ちゃんを届ける為、クラブを出発した。
その頃、とある家に住むシルベスターは、「なぜ子供が来ないのか」といつも嘆く自分の妻にうんざりしていた。
酔っ払いすぎて飛べないコウノトリは赤ちゃんを適当な家に届けるのだが、そこはシルベスター夫妻の家だった。
シルベスター夫妻は届いたのがネズミの赤ちゃんであることに驚愕。シルベスターは早速食べようとするが、妻に止められる。
その後、シルベスターはネズミの赤ちゃんのおむつを替えている時に妻が出かけたのをいいことにネズミの赤ちゃんをサンドイッチにしようとするが、ネズミの赤ちゃんに「パパ」と呼ばれたことで一転、大事に育てることにする。
その後に散歩に出かけたところ、たくさんの猫たちがネズミの赤ちゃんを食べようと狙いだしたので、シルベスターは何としても守ろうとする。
猫たちはネズミの赤ちゃんを狙って、窓から侵入する、掃除機のセールスマンのふりをして吸い込む、ベビーシッター志望の女性に扮する、ゆりかごの周りの床をのこぎりで切る、サンタクロースに変装し煙突から入る、丸太で体当たりすることによる力ずくでの潜入とさまざまな方法を取るが、その度にシルベスターに阻止される。
そこに正しい家に赤ちゃんを届けなかったことで本部に散々叱られたコウノトリが赤ちゃんの回収に現れ、釣り糸を煙突から垂らしてきた。それを見たシルベスターはまた猫だと思って思い知らせようと釣り糸を引っ張ったところコウノトリに引き上げられる。シルベスターを見たコウノトリは成長した赤ちゃんだと勘違いしてそのまま連れて行った。
こうしてネズミ夫妻の赤ちゃんになったシルベスター。妻ネズミは「こんなのはうちの家系じゃない」と夫ネズミに言ったのだった。

## スタッフ
- 監督：フリッツ・フレレング
- 音楽：	ストール・カール
- 区分：メリー・メロディーズ

## キャスト
| キャラクター           | 原語版             | 吹き替え版 |
| ---------------------- | ------------------ | ---------- |
| シルベスター・キャット | メル・ブランク     | 江原正士   |
| コウノトリ             | メル・ブランク     | 梅津秀行   |
| シルベスターの妻       | ビー・ベナデレット | 京田尚子   |
| ナレーション           | -                  | 梅津秀行   |

## 備考
- 酔っ払いのコウノトリが登場するのは1946年の「赤ちゃん配達便(Baby Bottleneck)(旧吹き替えのみ存在)」に続き2作目。